# Muralles de Gènova
El traçat de les Muralles de Gènova, a través dels seus diversos recorreguts per aquesta ciutat italiana, permeten reconstruir la història de Gènova i de reconèixer els seus períodes de dinamisme i expansió, en les diverses situacions en què es va trobar la comunitat genovesa i que va haver d'afrontar i resoldre. En la seva llarga història la ciutat cabdal de la Ligúria es va dotar de set murs, a través dels quals va controlar la ciutat en diverses èpoques, incloent les seves fortificacions.
Sovint la construcció de la muralla defensiva s'aprofita, per raons pràctiques o logístiques, d'estructures precedents, com ara els aqüeductes.
El naixement de la ciutat de Gènova s'estima que va passar entre els segles VII i V abans de Crist. En aquesta època existia un petit centre fortificat al cim d'un turó, anomenada avui del Castell, en nom del qual pot referir-se al Castellum (castellar) ligure, que va servir de refugi a la població circumdant.

## L'oppidum preromà i l'època romana

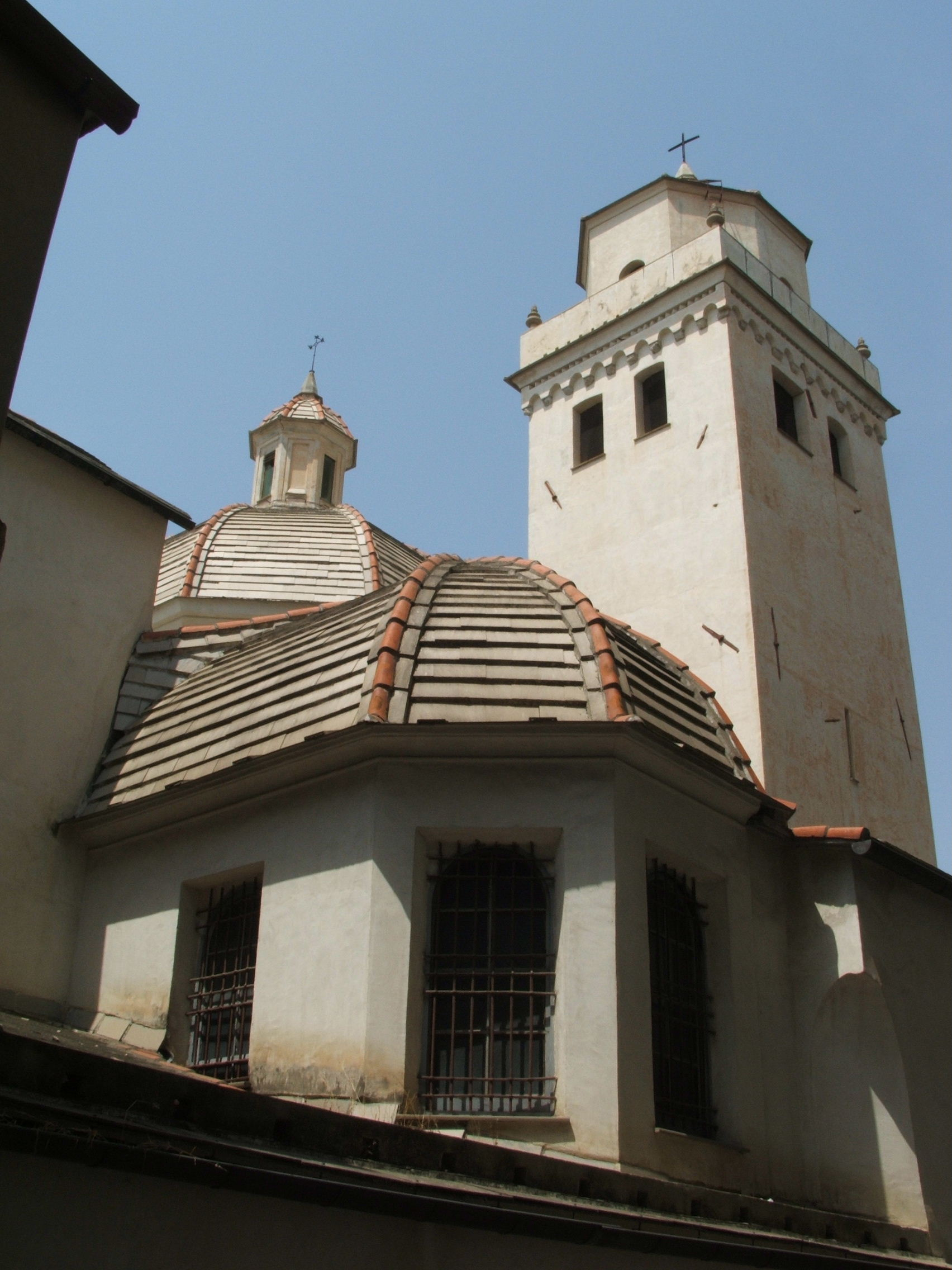
Santa Maria di Castello

La feliç posició aconseguida a dalt del turó, amb domini de la costa i de zones interiors, va permetre el desenvolupament, amb l'establiment de colònies, principalment d'etruscs, dels quals els seus habitants autòctons van adquirir costums i tecnologies. Gràcies al redescobriment de les restes de la muralla que daten del segle V abans de Crist, se suposa que la cinta emmurallada s'estenia des de la zona al voltant del convent de Santa Maria di Castello, fins a l'església de Sant Silvestro, i fos reconeixible a el "oval" dissenyat al carrer de Santa Cruz, Plaça Sant Silvestro i carrer de Mascherona.
De particular rellevància sota l'aspecte arqueològic és la zona sota Santa Maria in Passione, on als anys 1990 es va construir l'auditori de la casa de Niccolo Paganini. La zona presenta una estratificació puntual i completa que parteix d'un mur de l'època preromana, constituït d'algunes pedres disposades en àrid a l'abric d'un gran penyal, un mur de l'època romana, romana d'Orient, longobarda, medieval i renaixement. A la torre dels Embriaci es distingeix part del lloc que va allotjar la fortalesa del castellar, reutilitzat i transformat al llarg dels segles.
Gènova, lligada a l'antiga Roma, està configurada com a foedus aequum a la política internacional romana, ve destruïda l'any 205 a.C. pel general Magone, germà d'Aníbal. El procònsol Spurio Lucrezio Tricipitino va ordenar immediatament la reconstrucció. Sembla pausible la teoria que distingeix en aquella part del centre històric organitzada per tres línies ortogonals, l'antiga Genua romana, amb els seus límits compresos entre el carrer dels Giustiniaini, el carrer Filippo Turati la pujada Pollaiuoli i la collina del Castello.
És fàcil i segur, que encara que aquesta nova Genova, gairebé contraposada a l'antic oppidum, tingués una cinta de muralles i defenses de fortificacions que, començant prop de l'actual Porta Soprana, circumdaven el turó de Sarzano, en nom del qual es creu pugui provenir el Arx Iani (roca de Giano), vorejant l'ensenya natural del Portus Iani, amb sorra i ocupada en èpoques successives per les casernes de la Marina, enderrocat en els decennis següents. Una altra obertura va ser suposadament usada per als presos de la plaça San Giorgio, al límit del Mandracium (el Mandraccio ocupat avui per la plaça Cavour) i en el trajecte successiu entre aquesta i la Porta Soprana i, a més, a la porta al mar a correspondència suposadament amb el Portus Iani .

## El"segle fosc"

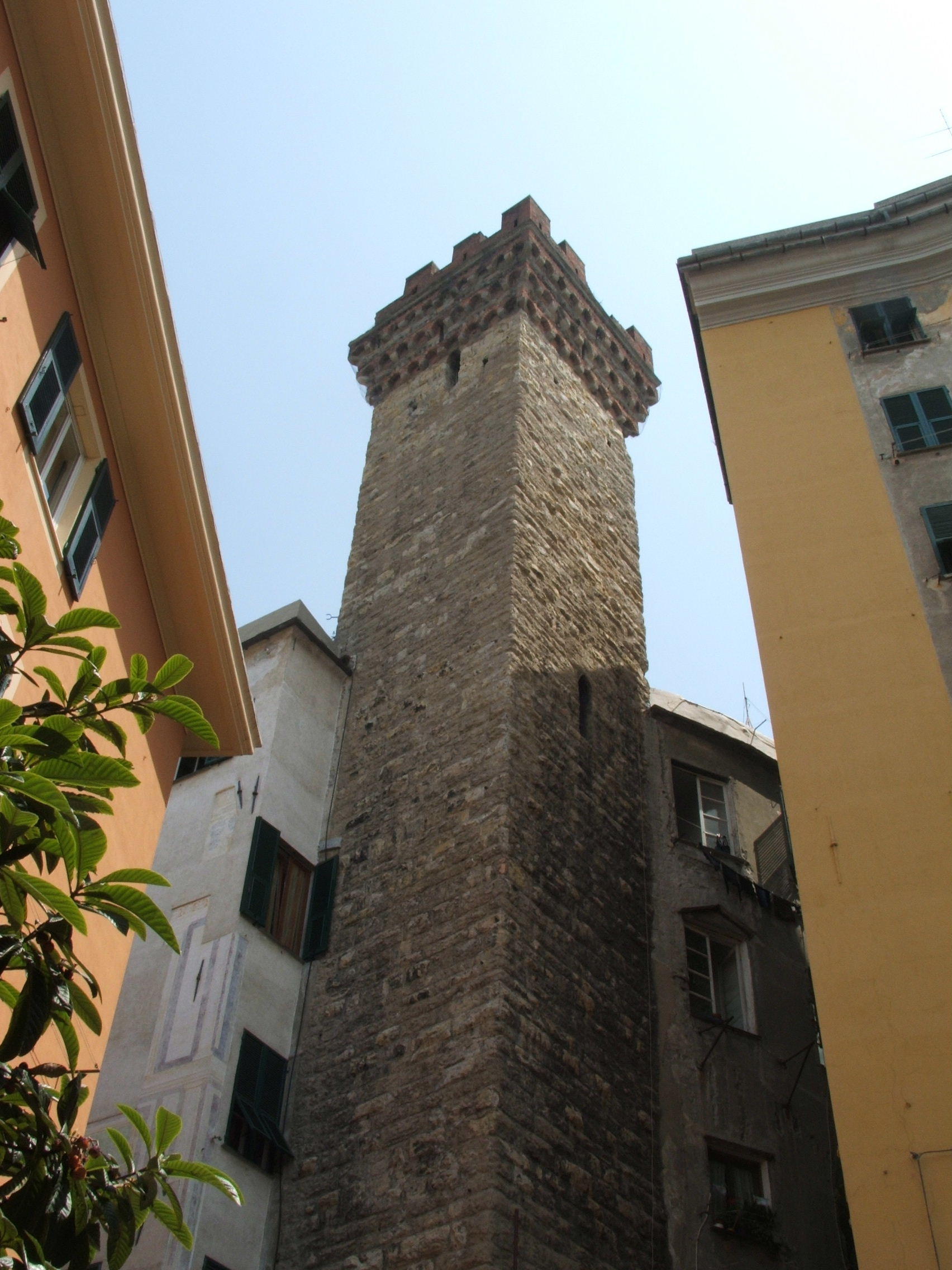
La Torre degli Embriaci, a Castello

L'existència d'una muralla defensiva als segles que van des de la caiguda de l'Imperi Romà al segle IX-X encara no està comprovada, encara que se suposa que a la llum de la importància que el lloc tenia -sobre el pla purament estratègic- en les diverses dominacions del període.

### La cinta emmurallada carolíngia
Una nova muralla va haver de construir-se a l'època carolíngia: per datar-la en aquest període, successiu al segle x, hi ha una investigació d' Ennio Poleggi .
Aquesta muralla, que definia la ciutat al final del primer mil·lenni, excloïa la zona del Borgo (la zona habitada al voltant del carrer de la Maddalena i la cosina catedral de Gènova, l'església de Sant Siro o dels Dotze Apòstols).

#### Les portes de la muralla al segle IX

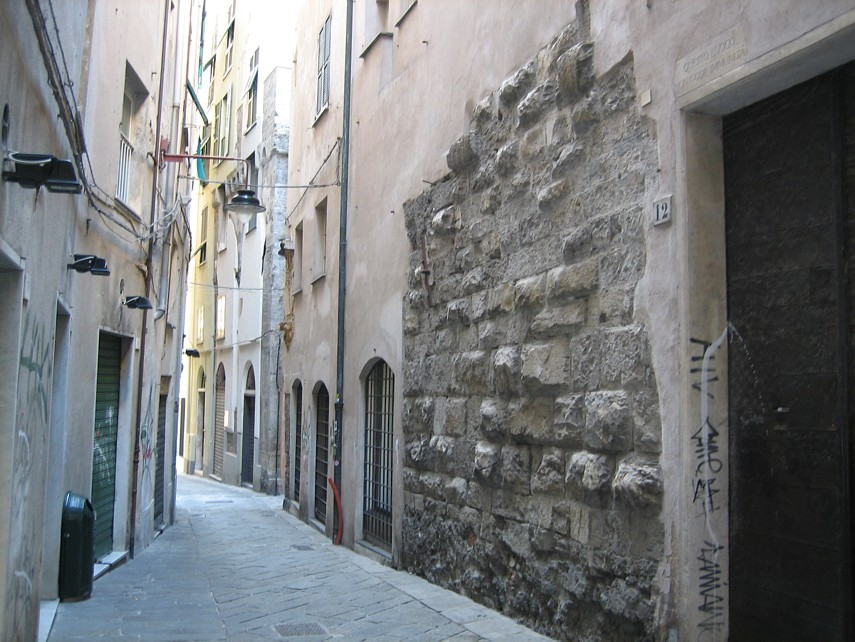
El tros del mur superposat entre la porta de Serravalle i de San Pietro al carrer Tommaso Reggio

Porta de Sant Pere: era la porta principal per al Ponent. Ubicada a un costat de l'església de Sant Pere in Banchi (orientada de manera diferent a avui, reconstruïda en l'últim període del Cinquecent).
La seva estructura coincidia amb l'actual estructura que tanca el carrer de Sant Pietro a l'alçada de la plaça de les Cinque Lampadi. L'església de Sant Piedro és ara de Sant Pietro della Porta.
Després hi havia la Porta di Serravalle, posada al costat de la Catedral de Sant Llorenç, on avui s'ubica l'Arxiu de l'Estat, l'antiga "Porta Superana" (avui Porta Soprana), reconstruïda entre els anys 1154-64 amb el mur del Barbarossa, que deu el seu nom a la posició més alta sobre el turó de Sant Andreu, on sorgia, i on es trobava l'homònim monestir al qual es deu també l'altre nom amb el qual la porta era antigament coneguda. Al final la "Porta del Castell" a la zona Sarzano-Santa Croce, entre l'església de la Santa Croce (formalment al segle XII de la comunitat de Lucchesi presents a Gènova).

#### El poblat després de les muralles al segle IX

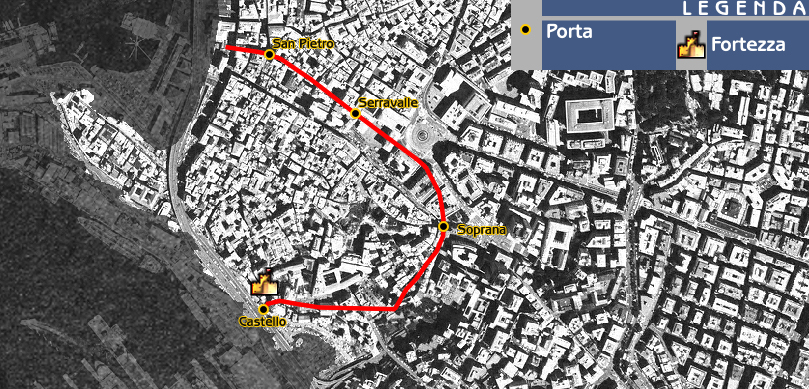
La cinta defensiva amb les portes i el castell

El poblat, tancat entre la milla (romana) de mur i la línia de la costa, era propera a les vint-i-dues hectàrees. El traçat, partint de la riviera, al Sud del Palau Sant Jordi, més o menys on avui acaba l'Estació Metropolitana homònima, traçava una línia recta que portava fins a la porta a la plaça Cinque Lampadi i la de Serravalle (on avui és a Arxiu de lEstat).

## Les noves muralles

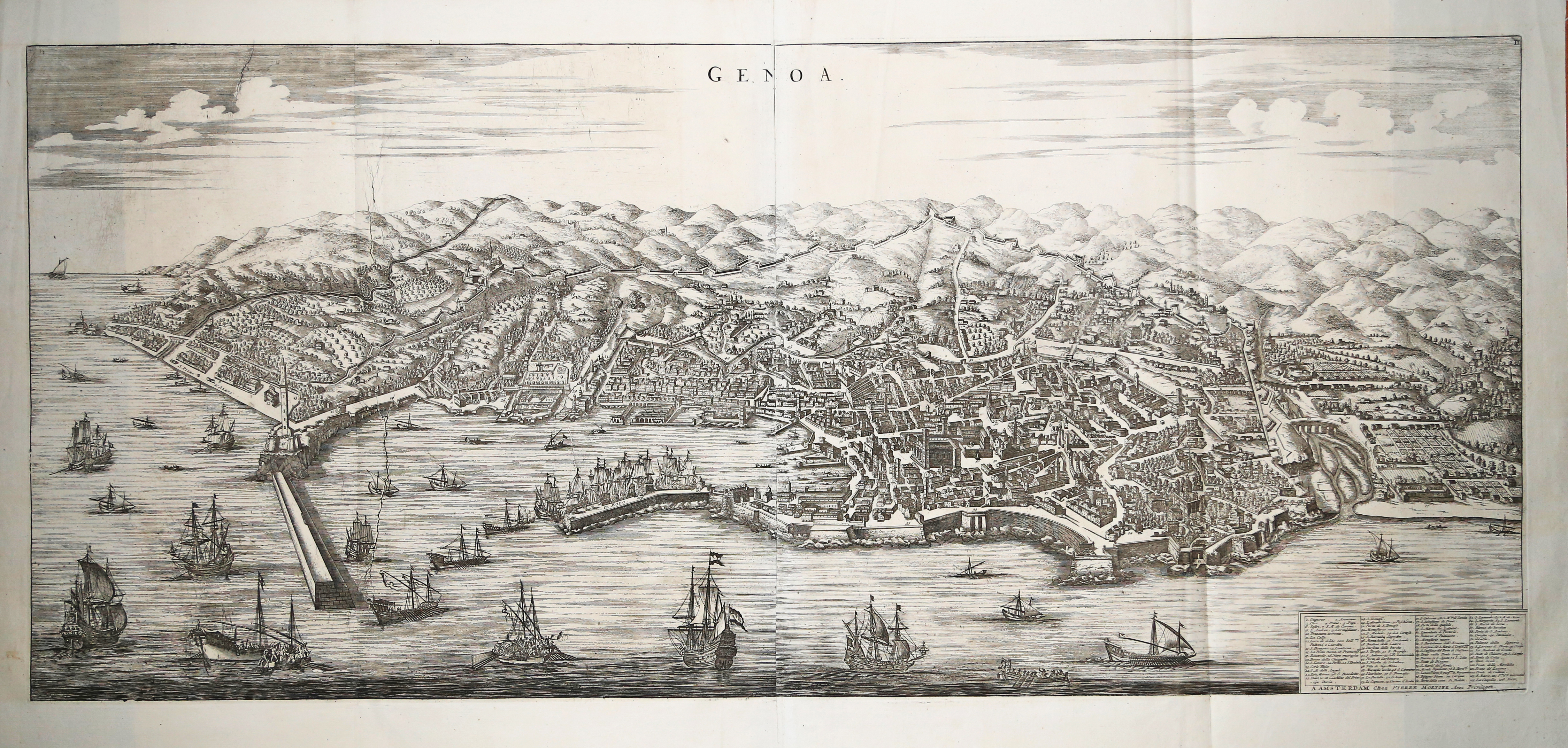
Una àmplia visió de Gènova de la primera meitat del, mostrant tant les muralles noves com les antigues. Es tracta d'un mapa publicat l'any 1704 que copia un mapa anterior molt detallat d'Alessandro Baratta, que data de 1637.

Entre 1626 i 1639 es va construir l'última i més grandiosa muralla de la ciutat, les Muralles Noves. Es van estendre al llarg de prop de vint quilòmetres, uns set dels quals al llarg de la línia de costa.
Després de les reiterades amenaces d'invasió perpetuades per Carlo Emanuele I de Savoia i Lluís XIII de França, els Serenissimi van decidir dotar la ciutat d'un nou cercle de muralles, reforçant l'existent si era possible.

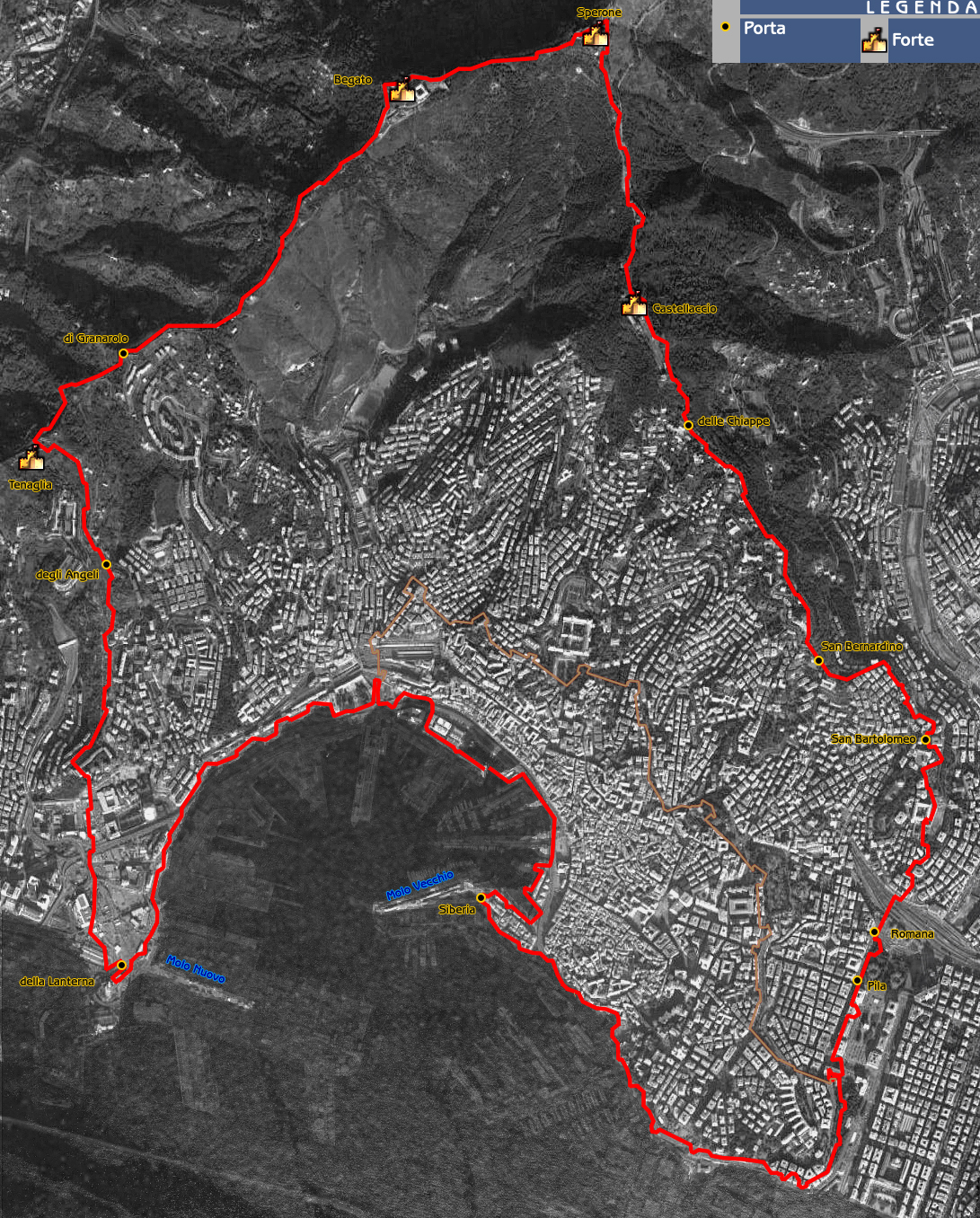
Gènova al cercle de les Muralles Noves al final de l'edat moderna

Les noves fortificacions, partint de la Llanterna, s'aixecaven sobre els turons circumdants i encerclaven completament la ciutat per les carenes de les muntanyes que l'envoltaven, les altures que des del Monte Peralto envoltaven l'estreta vall de Lagaccio ; els forts preexistents estaven així connectats i tancats amb els nous baluards: els forts de Castellaccio, Sperone, Begato, Tenaglia. Així es va completar la defensa del litoral des de la torre de la Llanterna fins a les branques occidentals de les muralles del segle XVI.
Tot i que la ruta s'havia plantejat ja el 1568, només va passar un any després de l'atac fallit del 10 de maig de 1625 per part de les forces francopiemonteses (durant el qual l'exèrcit de Savoia no va poder fer front a la dura resistència de les valls de Polceveraschi a el coll del Pertuso, on després es va aixecar el santuari de la Victòria en record de l'esdeveniment), que el govern de la república va donar llum verda a l'obra, inaugurada amb la col·locació de la primera pedra el 7 de desembre.
La dificultat per trobar els fons necessaris va determinar la necessitat d'estudiar i aplicar lleis ad hoc que implicaven tota la societat civil, per part dels ancians, recompensada amb una estàtua al palau ducal si aportaven generosament per sostenir l'obra, als artesans i pagesos de la capital, les valls i els rius, que estaven obligats a proveir de mitjans o treballs o materials en quantitats establertes.L'any 1630 van començar les obres i 8.000 obrers van trigar només dos anys a aixecar uns 12.650 metres de murs i muralles al llarg de les carenes escarpades i 3.150 al llarg de la línia de costa, amb un cost d'uns deu milions de lires genoveses. La circumferència de les muralles de Gènova va assolir així un desenvolupament de 19.560 metres, tancant una superfície de 903 hectàrees (quasi cinc vegades les 197 hectàrees incloses en les antigues muralles construïdes fins al segle xvi).

## Galeria

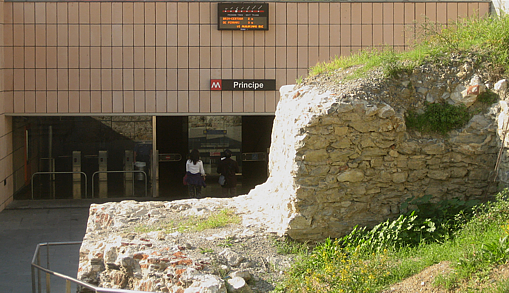
Les restes de les muralles que connectaven amb la porta de San Tommaso, avui davant de l'estació de Metro Principe
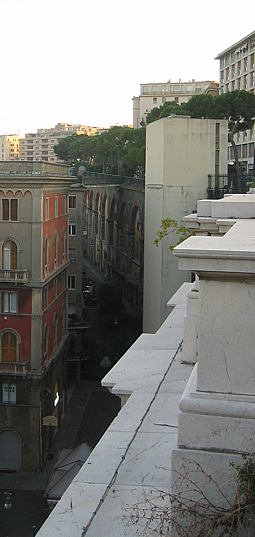
Les muralles que arribaven a Carignano des de la porta d'arc
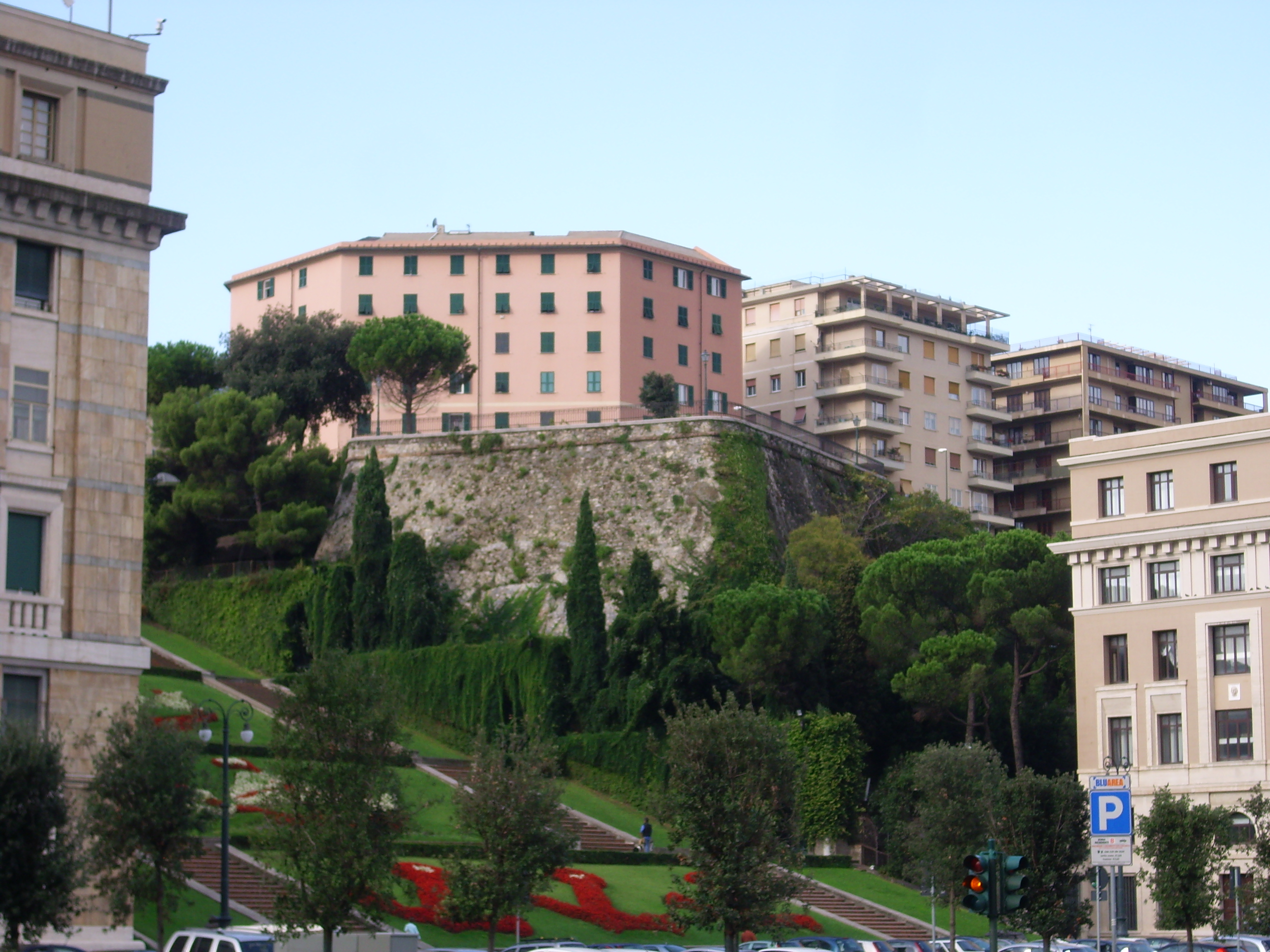
Un tram de les parets Cappuccine darrere de l'escala monumental de la Piazza della Vittoria
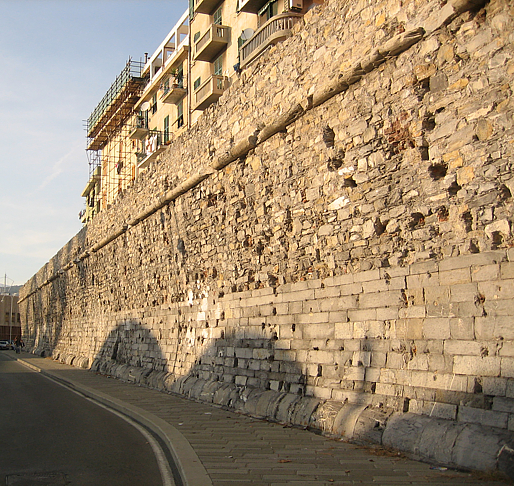
Les muralles de Malapaga, que es va fer famosa en una pel·lícula de René Clément de 1949
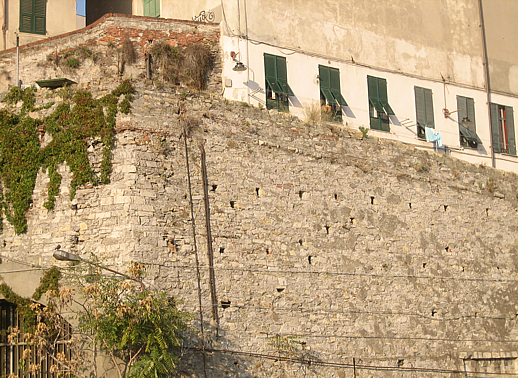
Les muralles de la Marina
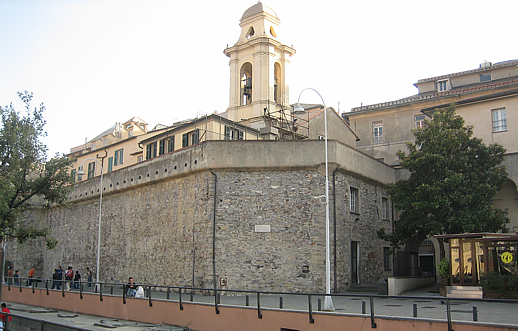
Les muralles de Marinella amb la porta del mateix nom i al darrere l'església de San Marco
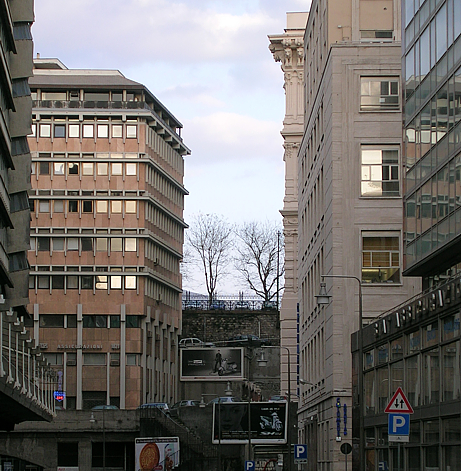
Les parets de l'esplanada d'Acquasola apareixen darrere d'alguns edificis moderns de l'antic barri de Portoria
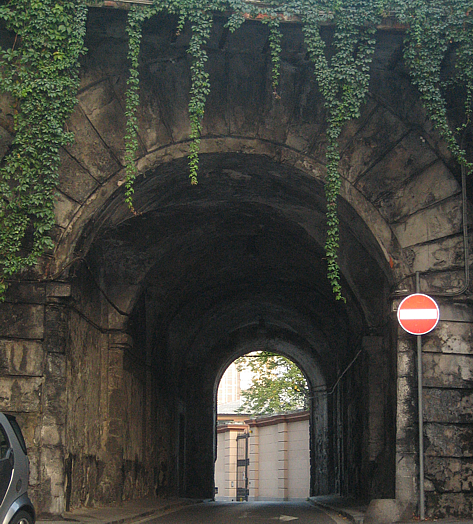
La porta d'Olivella o Santa Caterina
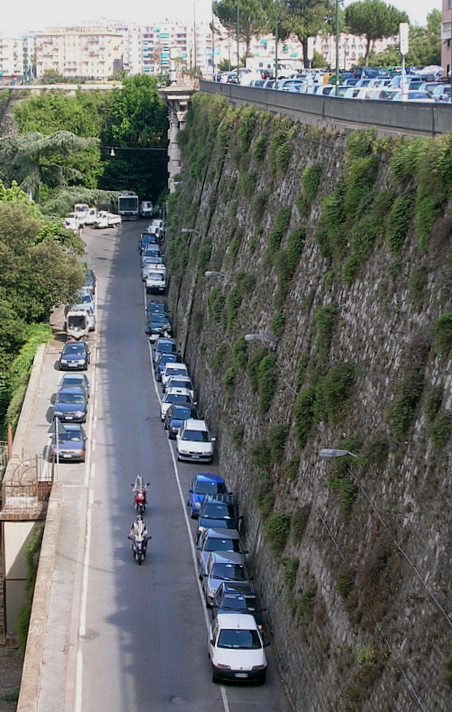
Les muralles de Santa Chiara, amb les successives muralles del Prato fotografiades pel pont monumental, construïdes a finals del segle xix on antigament hi havia la Porta degli Archi, recognoscible a mig camí entre els dos trams de la muralla on es va traslladar en la mateixa època. .
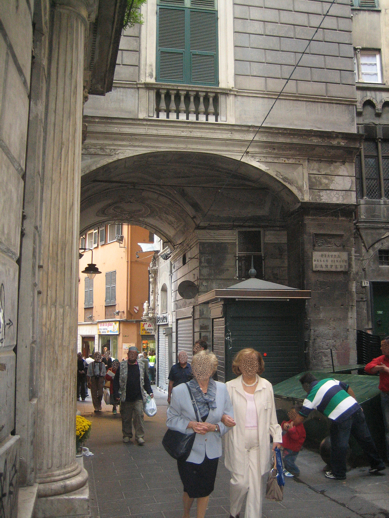
La volta de l'antiga Porta San Pietro a la piazza cinque Lampadi
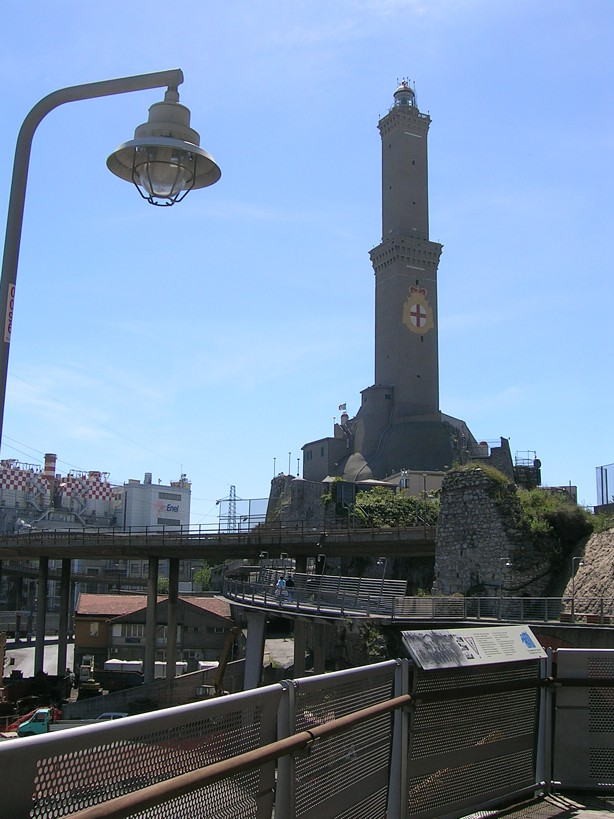
La passarel·la construïda per l'administració de la província de Gènova al llarg de les muralles que condueix a la Llanterna
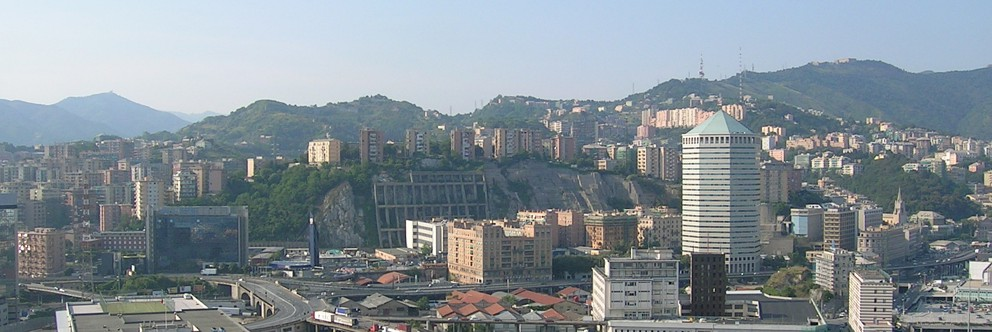
El tall net del turó de San Benigno, pel qual baixaven les muralles fins a la torre del far.
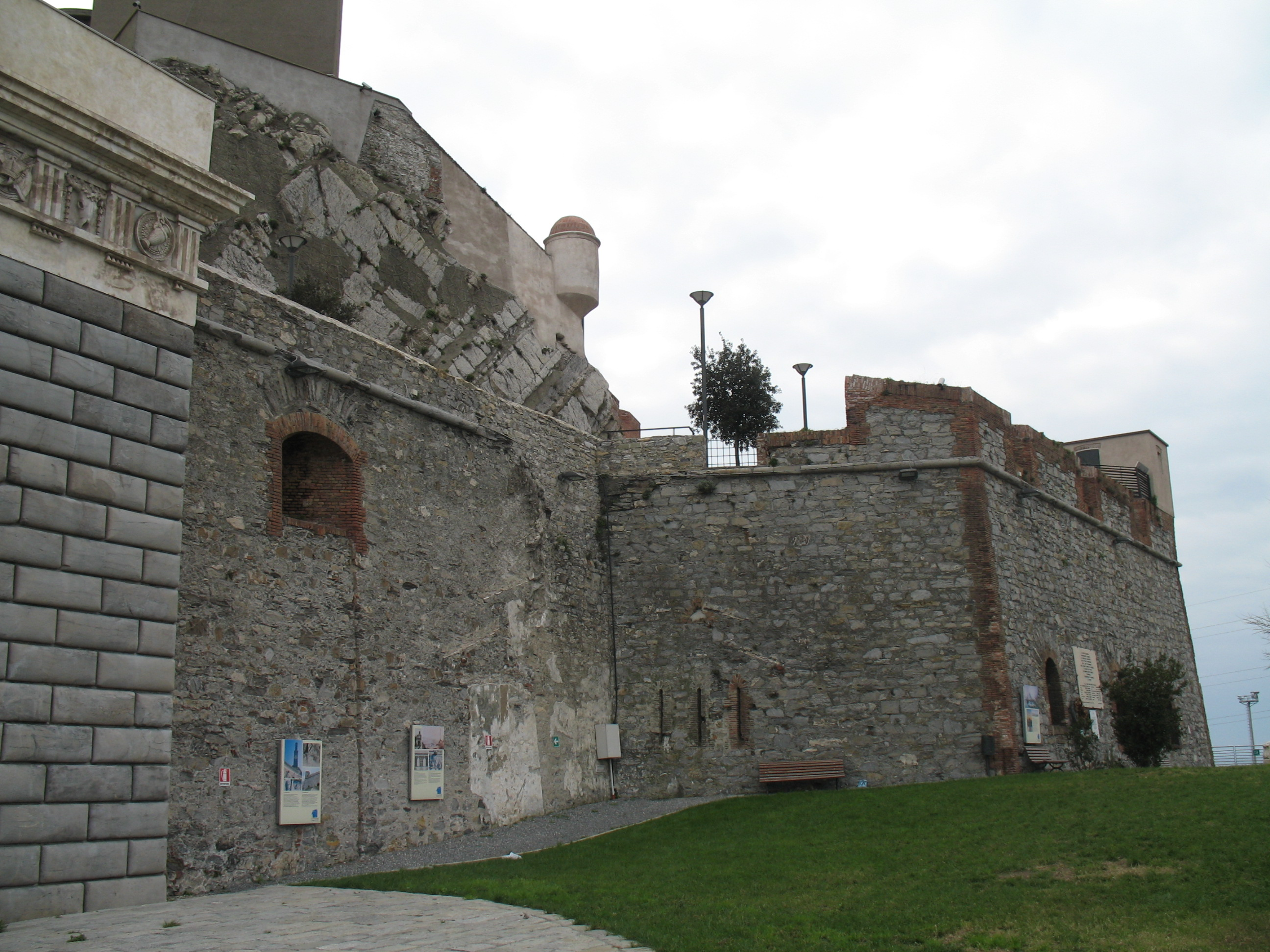
Fortificacions de la Llanterna: muralles del segle xix que flanquegen el far genovès al turó de Capodifaro.